# Eselsohr (Pilz)
Das Eselsohr (Otidea onotica) ist ein Schlauchpilz (Pezizomycotina). Es hat seinen Namen aufgrund seiner eselohrförmigen Gestalt, die aber nicht immer deutlich ausgeprägt ist. Es gehört zur Gattung der Öhrlinge (Otidea), in der sich die einzelnen Arten oft schwer unterscheiden lassen.

## Merkmale
Der Fruchtkörper ist innen ockergelblich oder orange gefärbt, manchmal mit rosa Tönung. Er hat die Form eines Ohres; schüsselförmig mit einem Einschnitt, der bis zum Stielansatz herunterläuft. Das Eselsohr wird 3 bis 10 cm hoch. Der Stielansatz ist – falls vorhanden – weiß, kurz und gerippt. Auf der Außenseite ist die Färbung gleich wie innen, nur dass es hier nie eine Rosatönung hat. Die Oberfläche ist matt und kahl, außen leicht filzig. Das Fleisch ist sehr brüchig, es schmeckt leicht süßlich. Die Sporen messen 12–14 × 6–7 Mikrometer und haben eine weiße bis gelbliche Farbe.

## Lebensweise
Man findet das Eselsohr in Laub- und Nadelwäldern. Es ist selten und wächst von Juni bis November zumeist in Gruppen, aber auch einzeln.

## Verbreitung
Das Eselsohr kommt in Europa und Amerika vor. In Nordamerika ist es weit verbreitet.

## Bedeutung
Das Eselsohr ist nach Literaturangaben essbar.